# دوکامیان
دوکامیان (Digenea) (دومیزبانیان هم نامیده شده) نام یکی از زیررده‌های جانوری است.
این زیررده در رده بادکش‌داران (Trematoda)، شاخه پهن‌کرمان (Platyhelminthes) قرار دارد.
این زیررده شامل آن دسته از کرم‌های پهن انگلی است که پوش آنها از نوع پوسته یاخته است و معمولاً دو مکنده دارند. مکنده‌های آنها یکی شکمی و دیگری دهانی است.
دوکامیان معمولاً در مجاری گوارشی یافت می‌شوند.